# 鶴見憲
鶴見 憲（つるみ けん、1895年（明治28年）4月7日 - 1984年（昭和59年）8月18日）は、日本の外交官、政治家。太平洋戦争開戦前の1940年11月から在シンガポール日本総領事を務め、宣伝工作・民族工作を積極的に推進したことで知られる。日本占領時期にはマラッカ州長官を務めた。熱海市長。

## 経歴

### 生い立ち
1895年4月7日、群馬県多野郡新町で、官営・新町紡績所の工場長をしていた父・良憲と、母・琴子の7男（10人きょうだいの末子）として生まれる。
一家は1895年9月に東京・赤坂、1896年1月に父の郷里・岡山、1899年夏に名古屋へ転居。1900年4月、鶴見が5歳のときに母・琴子が病死。一家は1901年に小田原市へ転居したが、この頃父・良憲の事業は行き詰まり、家計は次第に逼迫していった。1906年に父・良憲が小田原で死去。鶴見は東京へ転居し、伯父の本尾家と長姉・敏子の嫁ぎ先の廣田家の支援を受け、学業を継続した。旧制一高から東大に進学。立教大学でも学んだ。卒業後、外交官となる。

### 外交官
1922年 天津に赴任。ロサンゼルス領事館、ワシントンD.C.勤務を経て東京の外務省本省へ帰任。
1932年 満州に赴任、駐満州国日本大使館1等書記官。
 在米国オレゴン州ポートランド日本領事。
1937年 在ハルピン日本総領事。
 在上海日本大使館1等書記官。
1940年11月 在シンガポール日本総領事
- シンガポール日本総領事時代には、外務機密費を支出して、同盟記者飼手誉四を通じてマレー青年同盟（マレー語版）のイブラヒム・ヤコブらにマレー語新聞『ワルタ・マラユ（マレー語版）』（のちの『マライ・ニュース』）を買収させ反英運動を助長するなど、大東亜共栄圏の理念の宣伝工作とインドネシア独立に関する民族工作を積極的に展開した[20][21][22]。

### 司政長官
1942年3月7日 マラッカ州長官（-1944年5月5日）。
1945年4月、空襲で東京の自宅が焼損。

### 戦後
1945年10月、熱海市長に就任、1947年4月に退任。

## 家族
- 鶴見祐輔は兄[29]。
- 鶴見良行は子[30]。

## 栄典
勲章
- 1943年（昭和18年）10月9日  - 勲三等瑞宝章[31]

## 関連書籍
- 北岡, 寿逸 (1975). 北岡寿逸. ed. 友情の人‐鶴見祐輔先生. 私家版